# Martinskirche (Langenau)

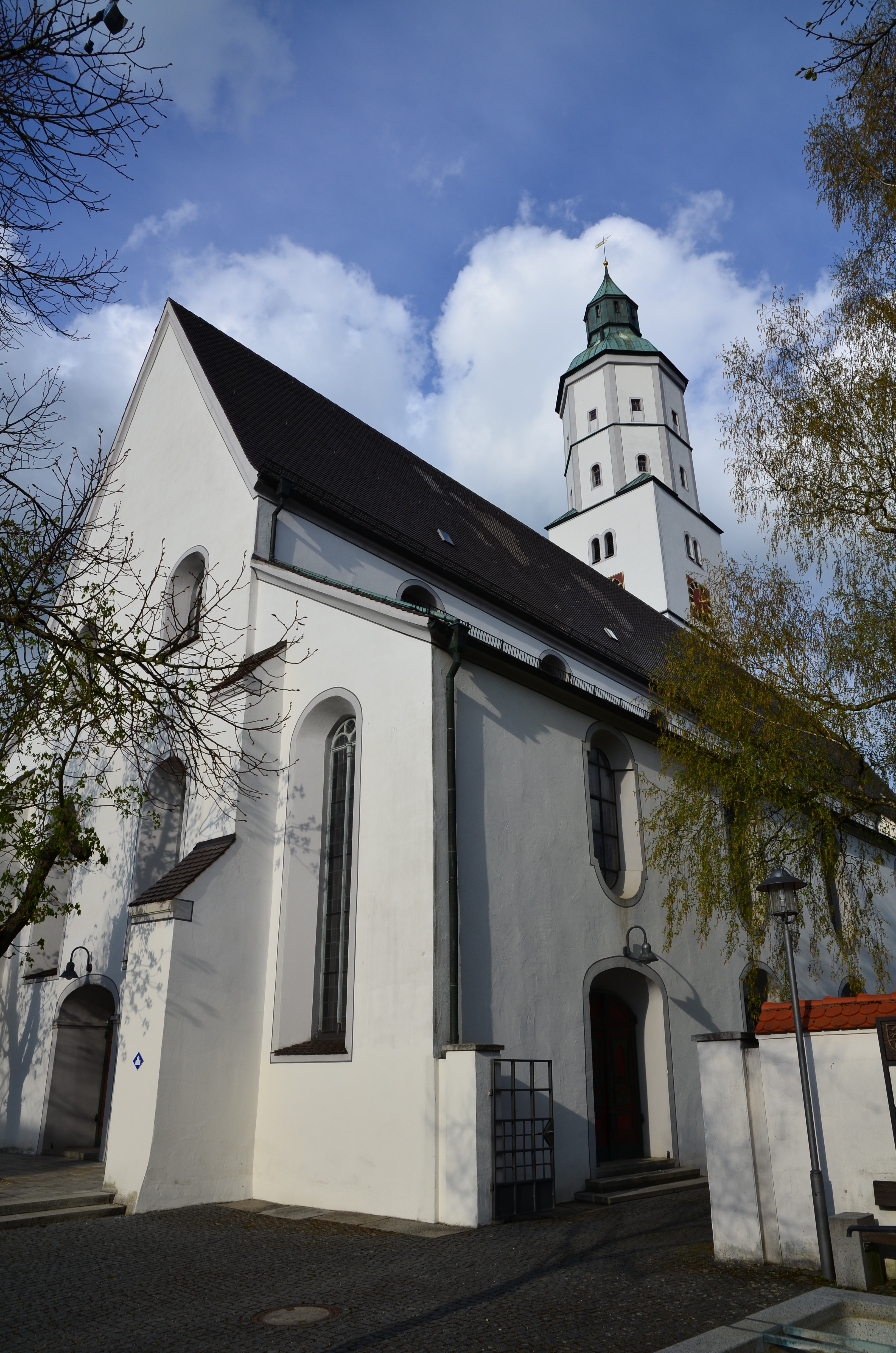
Sicht auf die Martinskirche aus der Stadt

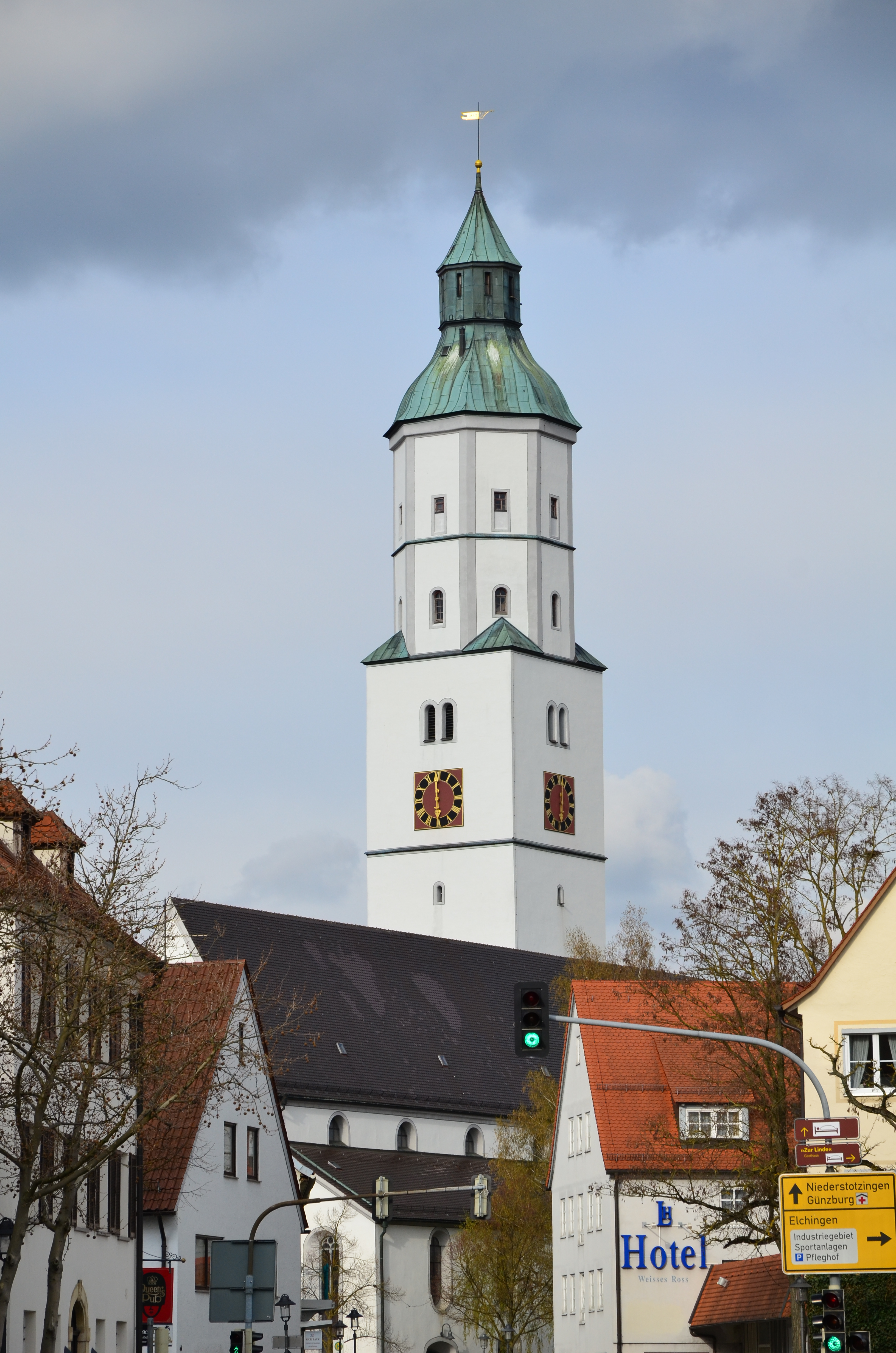
Ansicht von Süden

Die evangelische Martinskirche in Langenau, einer Stadt im Alb-Donau-Kreis und im evangelischen Kirchenbezirk Ulm, ist das höchste Gebäude im Ort und Wahrzeichen der Stadt. Der Turm ist 63 Meter hoch und schon von weitem sichtbar.

## Geschichte
Die gesamte Kirche steht auf Resten eines römischen Tempels, aus dessen Zeit manche Grabungsfunde, vor allem Grabsteine, erhalten sind. Eine erste Kirche dürfte schon im 8. Jahrhundert an der jetzigen Stelle gestanden haben. Die heutige Martinskirche wurde in mehreren Abschnitten gebaut: 1441 wurde der große Chor samt zweigeschossiger Sakristei (oben: Schatz- oder Reliquienkammer) im gotischen Stil fertiggestellt. Das anschließende Langhaus war dann wohl auch gleich für Predigtgottesdienste bestimmt, denn es wurde im Jahre 1468 bereits eine Prädikatur gestiftet. Ab 1472 wird eine Wallfahrt „zu unserer lieben Frau“ erwähnt. Der Turm wurde 1490 als Schutz- und Wachturm der Stadt erbaut: ohne einen Außeneingang im Parterre (dies erst nachträglich im 16. Jahrhundert vom Kirchenschiff her), zunächst nur mit Chorzugang in 3,80 m Höhe. In dem zum Ulmer Reichsstadtgebiet gehörenden Langenau wurde 1531 wie in Ulm die Reformation eingeführt. Der Innenraum wurde nach der Kriegsbrandschatzung der Franzosen 1646 in den Jahren 1668–1669 durch die Ulmer Baumeister Leonhart und Martin Buchmüller erneuert und im Barockstil umgestaltet. Erst 1897–1906 ist wieder eine große Renovierung und 1962 eine archäologische Grabung belegt.

## Archäologische Ausgrabungen
In den Jahren 1954 und 1961/62 fanden in der Martinskirche Ausgrabungen durch den Denkmalpfleger Bodo Cichy statt.
Dabei wurden mehrere Perioden der Besiedlung unterschieden:
- Periode A: Besiedlung während des frühen Neolithikums (Linearbandkeramik)
- Periode B: römische Bausreste, die aufgrund des soliden Mauerwerks und des quadratischen Grundrisses als Gallo-römischer Umgangstempel interpretiert wurden
- Periode C: Zwei beigabenlose Frauenbestattungen datieren nach der SChichtabfolge nach der Brandzerstörung des römischen Baus und der ersten Kirche. Sie datieren damit in das frühe Mittelalter.
- Periode I: Der erste Kirchenbau (Periode IA) und seine Erneuerung (Periode IB), wohl Karolingerzeit
- Periode IIA: romanische Pfeilerbasilika
- Periode IIB: Der doppeltürmige romanische Chorbau
- Periode III: Veränderungen am romanischen Chor
- Periode IVA: Der erste gotische Chorbau
- Periode IVB: Das dreischiffige gotische Langhaus
- Periode V: Der spätgotische Gewölbechor
- Periode VI: Der spätgotische Wehr- und Glockenturm
- Periode VII; Der frühbarocke Umbau von 1668/69

## Innenraum

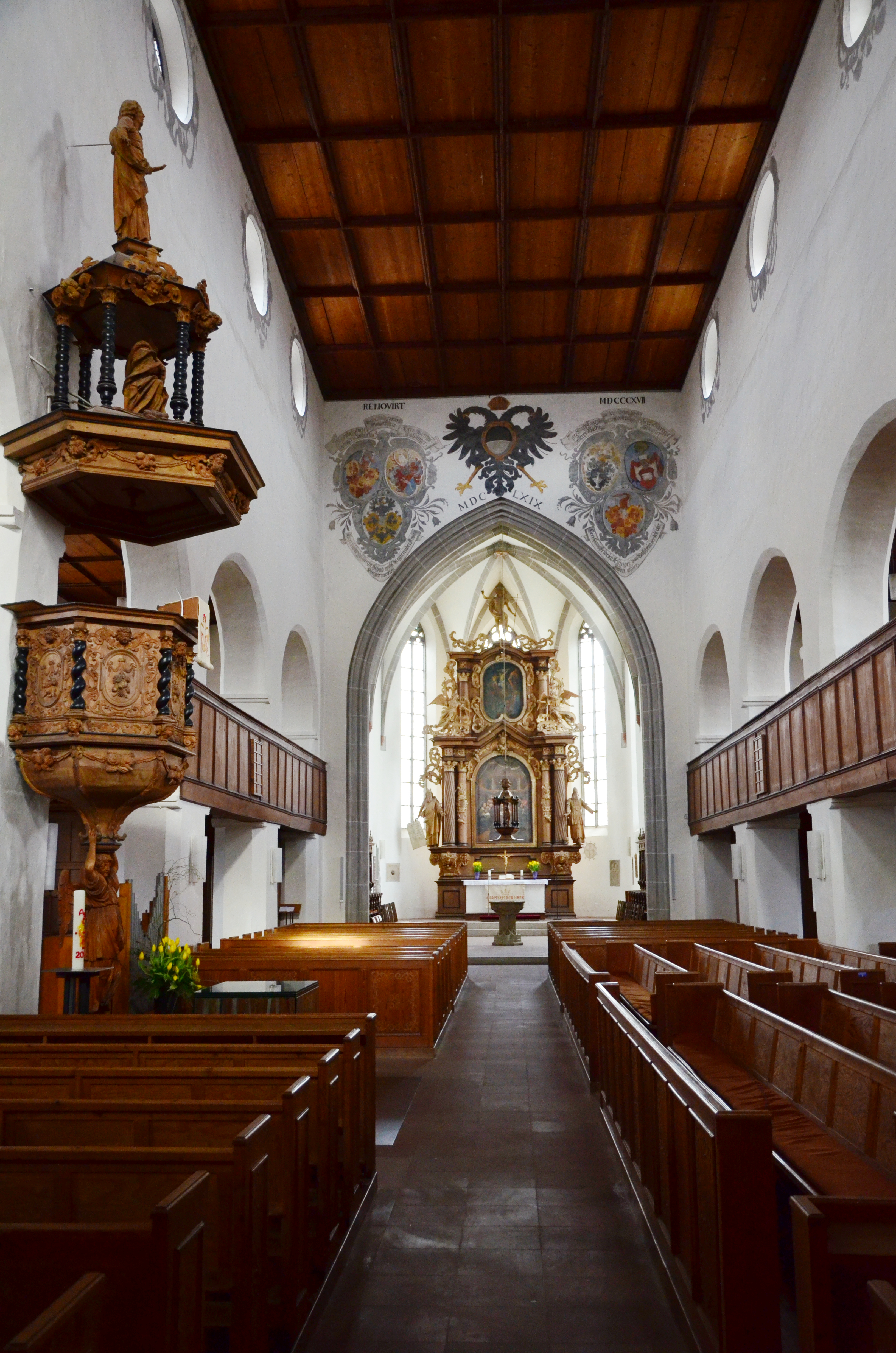
Innenraum Richtung Altar

Das Mittelschiff wurde bei der großen Umgestaltung der Kirche 1669 erhöht und mit Obergaden in der Barockform der Ochsenaugen für mehr Helligkeit im Kirchenraum versehen. Es wird von zwei etwas niedrigeren Seitenschiffen flankiert, die 1669 beim Umbau des Schiffs zur Querkirche mit Emporen ausgestattet und im Westen durch die Orgelempore zur Dreiseiten-Empore verbunden wurden. Das Parterre- wie auch das Emporengestühl ist ausgerichtet auf die seit der Reformation besonders wichtige Kanzel am mittleren Nordpfeiler als Ort der Verkündigung des Wortes Gottes. Zwischen Kanzel und Chor sind die Bänke mit umklappbaren Rückenlehnen versehen. Der Chor wurde zum Ort für die beiden evangelischen Sakramente Taufe und Abendmahl, repräsentiert durch den Hochaltar für die Austeilung des Abendmahls und den gotischen Taufstein.

## Ausstattung

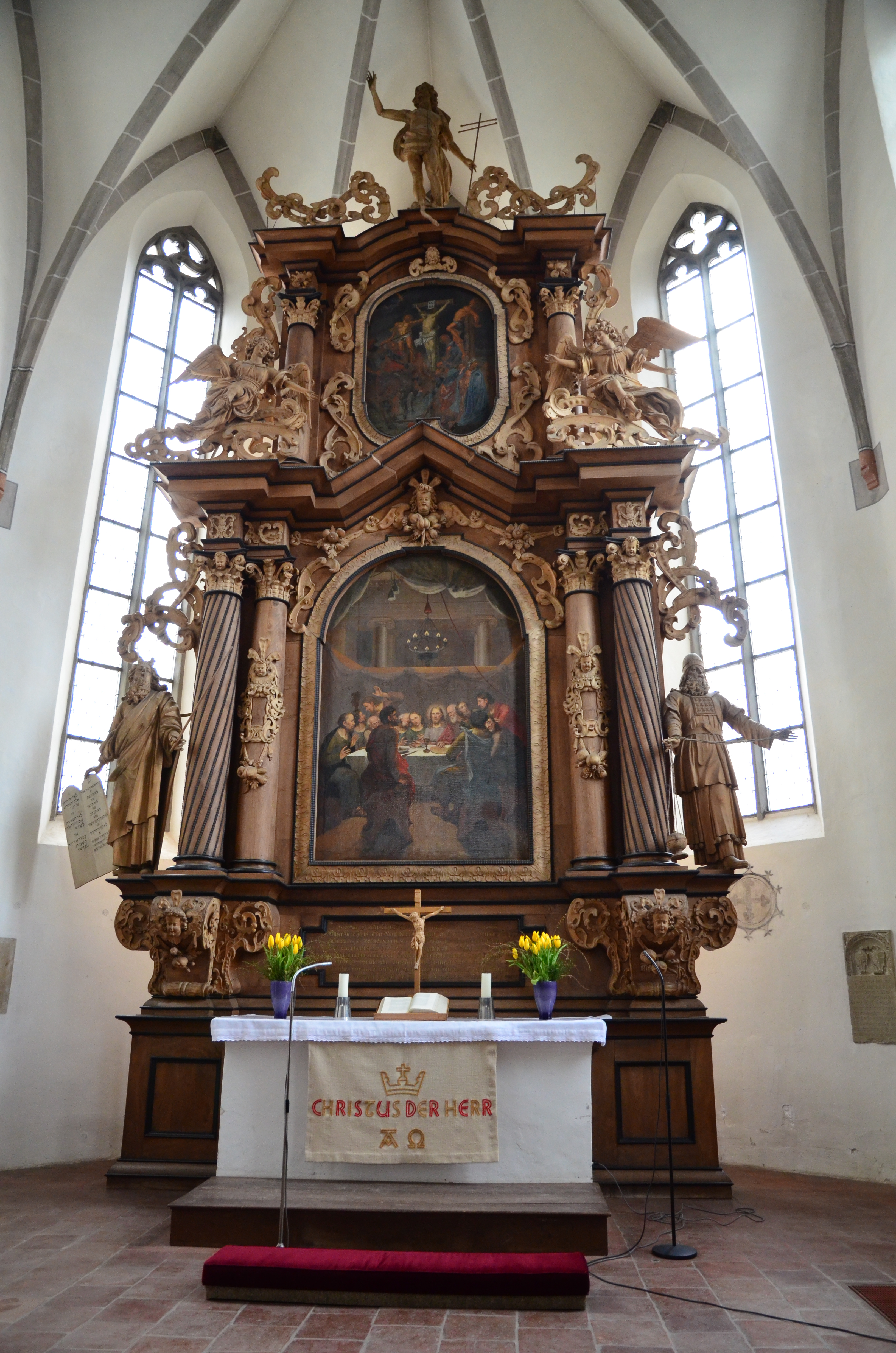
Hochaltar

Der spätgotische Taufstein wurde um 1480 vom Ulmer Münsterbaumeister Matthäus Böblinger geschaffen. Die markantesten Holzarbeiten des 17. Jahrhunderts – die bauzeitliche Holzausstattung war dem Krieg zum Opfer gefallen – sind der Hochaltar (sein heutiges Hauptbild, ein Konfessionsbild aus dem Jahre 1824, stammt von Lukas Kirner aus Günzburg; die Gesamtgestaltung betont die Verbindung von Altem und Neuem Testament und stellt im Bild das Abendmahl, die Leiden Christi und den Auferstandenen dar); die Figuren Mose, Aaron, Christus und die Engel mit dem Rankenwerk, die Holzkanzel mit der Engelsgestalt als Kanzelfuß und den beiden Apostelfiguren am Korpus sowie der Taufsteindeckel sind um 1680 geschaffen von dem Ulmer Bildhauer und Elfenbeinschnitzer Johann Ulrich Hurdter (auch: Hans Ulrich Furtner). Einen schlichten Holzaltar in der Mitte des Kirchenschiffs unter der Kanzel gab es erst nach der landeskirchlichen Liturgiereform 1931, er wurde 2008 durch den modernen Glasaltar des Heilbronner Glaskünstlers Raphael Seitz ersetzt. Im Chor haben fünf Epitaphe und ein Grabstein aus der Zeit zwischen 1604 und 1773 ihren Platz.

## Orgel

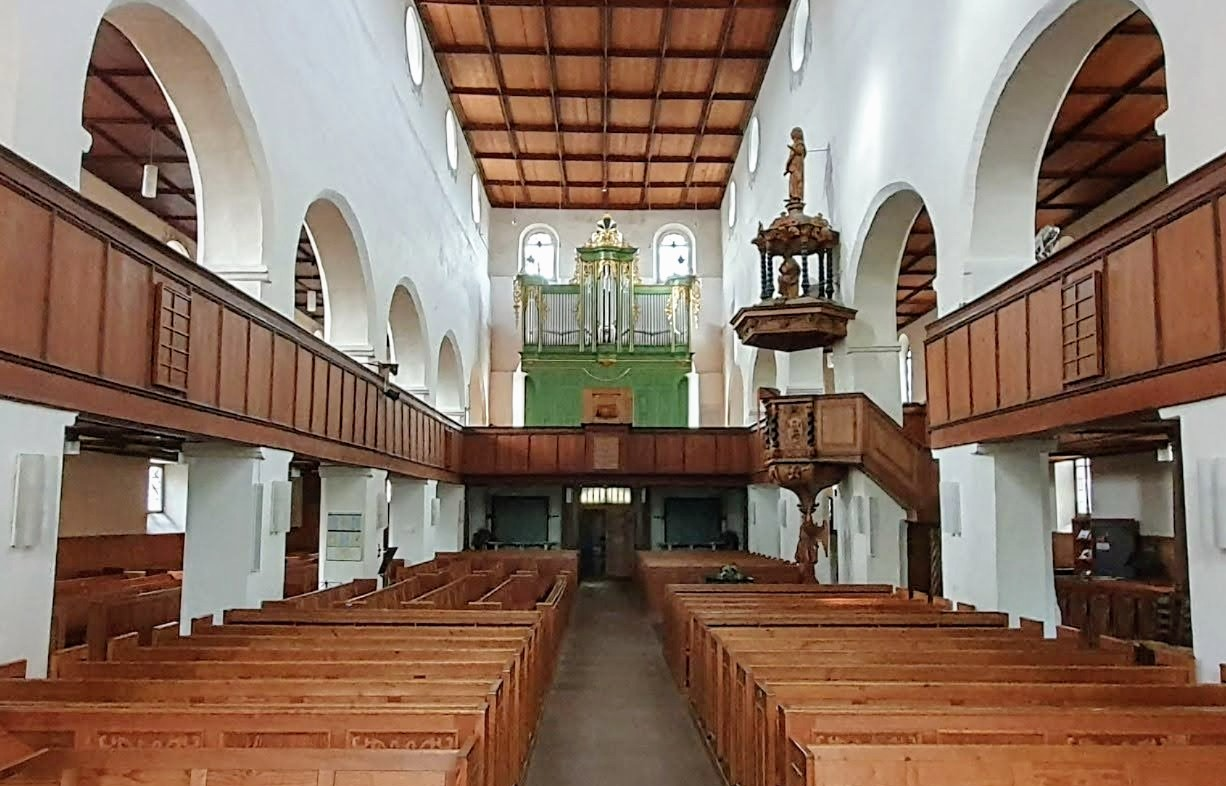
Blick zur Orgel

Die Orgel wurde 2013 von der Orgelbauwerkstätte Lenter (Sachsenheim bei Ludwigsburg) erbaut und in das vorhandene Orgelgehäuse des Ulmer Orgelmachers Georg Friedrich Schmahl aus dem Jahre 1753 montiert. Das Instrument hat 38 Register auf drei Manualwerken und Pedal, es ist in Anlehnung an die Vorgängerinstrumente im barocken (Manuale I + II auf einer gemeinsamen Zwillings-Schleiflade) und romantischen (Manual III auf einer Kegellade) Stil disponiert.
| I Hauptwerk C–a3 |                |       |
| 1.               | Borduen        | 16′   |
| 2.               | Principal      | 8′    |
| 3.               | Holz Flöthen   | 8′    |
| 4.               | Viola di Gamba | 8′    |
| 5.               | Octava         | 4′    |
| 6.               | Flöthen        | 4′    |
| 7.               | Quinta         | 3′    |
| 8.               | Superoctava    | 2′    |
| 9.               | Mixtura IV–V   | 1′    |
| 10.              | Scharff III    | 1 ⁄3′ |
| 11.              | Trompet        | 8′    |

| II Positiv C–a3 |              |        |
| 12.             | Gedackt      | 8′     |
| 13.             | Quintadehn   | 8′     |
| 14.             | Principal    | 4′     |
| 15.             | Flûte douce  | 4′     |
| 16.             | Wald Flöthen | 2′     |
| 17.             | Nasard       | 2 ⁄3′  |
| 18.             | Terz         | 1 3⁄5′ |
| 19.             | Cymbel II    | 1′     |
| 20.             | Vox humana   | 8′     |
|                 | Tremulant    |        |

| III Schwellwerk C–a3 |                      |     |
| 21.                  | Geigenprincipal      | 8′  |
| 22.                  | Lieblich Gedeckt     | 8′  |
| 23.                  | Harmonieflöte        | 8′  |
| 24.                  | Salicional           | 8′  |
| 25.                  | Voix céleste         | 8′  |
| 26.                  | Traversflöte (ü)     | 4′  |
| 27.                  | Basson               | 16′ |
| 28.                  | Oboe                 | 8′  |
| 29.                  | Trompette harmonique | 8′  |
| 30.                  | Clarinette           | 8′  |

| Pedalwerk C–f1 |               |         |
| 31.            | Principal Baß | 16′     |
| 32.            | Sub Baß       | 16′     |
| 33.            | Quinta Baß    | 10 2⁄3′ |
| 34.            | Octava Baß    | 8′      |
| 35.            | Flöthen Baß   | 8′      |
| 36.            | Tenor Octava  | 4′      |
| 37.            | Posaunen Baß  | 16′     |
| 38.            | Trompet Baß   | 8′      |

- Anmerkung

(ü) = überblasend